# سانت ژنویو (لاروب)
سانت ژنویو (لاروب) (به انگلیسی: Sainte Genevieve (dredge)) یک کشتی بود.